# Renewal
Renewal (с англ. — «Возрождение») — шестой студийный альбом немецкой треш-метал-группы Kreator, вышедший в 1992 году на лейбле Noise Records. Последний альбом записанный с бас-гитаристом Робом Фиоретти перед его уходом из группы.
Renewal первый экспериментальный альбом в дискографии группы. Записан с использованием элементов индастриала (в интервью[каком?] Милле Петроцца признавался в любви к Einstürzende Neubauten). На этом альбоме Милле Петроцца впервые экспериментирует с вокалом.

## Список композиций
| №                   | Название                | Длительность |
| ------------------- | ----------------------- | ------------ |
| 1.                  | «Winter Martyrium»      | 5:43         |
| 2.                  | «Renewal»               | 4:36         |
| 3.                  | «Reflection»            | 6:15         |
| 4.                  | «Brainseed»             | 3:17         |
| 5.                  | «Karmic Wheel»          | 6:06         |
| 6.                  | «Realitätskontrolle»    | 1:22         |
| 7.                  | «Zero to None»          | 3:12         |
| 8.                  | «Europe After the Rain» | 3:19         |
| 9.                  | «Depression Unrest»     | 5:05         |
| Общая длительность: | Общая длительность:     | 38:53        |

## В записи участвовали
- Милле Петроцца — соло-гитара, вокал
- Фрэнк Годжик — соло-гитара
- Роберто Фиоретти — бас-гитара
- Юрген Рейл — ударные